# Walzin
Ne doit pas être confondu avec Waltzing.
Walzin est un village de la ville belge de Dinant située en Région wallonne dans la province de Namur. Il est surtout connu pour son château qui surplombe la Lesse.
Il faisait précédemment partie de l'ancienne commune de Dréhance.